# هاگلی
هاگلی (به انگلیسی: Haughley) یک روستا و محله مدنی در بریتانیا است که در Mid Suffolk واقع شده‌است. هاگلی ۱٬۶۳۸ نفر جمعیت دارد.